# Блага Димитрова
Блага Ніколова Димитрова (болг. Блага Николова Димитрова; *2 січня 1922, Бяла Слатина — †2 травня 2003, Софія) — болгарська письменниця, поетеса, літературний критик, політичний діяч і 2-й віце-президент Болгарії, між 22 січня 1992 і 6 липня 1993.

## Біографія
У 1941 році закінчила класичну середню школу в Софії, а у 1945 році — факультет слов'янської філології Софійського університету. У 1951 році захистила дисертацію на тему «Маяковський та болгарська поезія» в Літературному інституті імені Горького в Москві. Довгий час займається редакційними статтями, перекладанням і громадською діяльністю.